# یان زاوک
یان زاوک (انگلیسی: Jan Zaveck؛ زادهٔ ۱۳ مارس ۱۹۷۶) بوکسور اهل اسلوونی است.